# Jorge Bastidas Rosero
Jorge Bastidas Rosero, né le 7 octobre 1967 à Mocoa, est un avocat et homme politique colombien, ancien député local et représentant depuis le 20 juillet 2022.
Dirigeant étudiant, il participe au processus de l'Assemblée constituante de 1991 (es) et rallie l'AD-M19. Il est élu député et président de l'Assemblée de Cauca entre 1998 et 2000, et quitte la politique. Il revient en politique en 2019, il est élu représentant en 2022.

## Biographie

### Études et parcours professionnel
Jorge Bastidas Rosero est né à Mocoa. Il sort diplômé en tant qu'avocat de l'Université du Cauca, il est diplômé en droit administratif de l'Université Santo Tomas (es).
Après son retrait de la vie politique en 2000, il s'implique en tant qu'entrepreneur et dirigeant social. Il lance une coopérative de taxis urbains et de Piaggio Quargo. 
En tant que dirigeant social, il crée la Fondation Tierra de Paz en 2005, avec laquelle il mène des projets de défense de l'environnement et défense des droits humains, notamment avec les communautés du Cauca. 
Il participe à la négociation de terrains pour le développement de nouveaux quartiers. Notamment Santa Librada à Bogota, 5 de Abril et Bosques del Pinar à Popayán.

### Parcours politique

#### Dirigeant étudiant et ralliement au AD-M19
Lors de son parcours universitaire, il fonde l'Association des Étudiants en droit de l'Université du Cauca. En tant que dirigeant étudiant, il participe également au processus de paix entre la guérilla du M19 et le gouvernement de l'époque, il participe au processus de création de l'Assemblée constituante de 1991 (es).
Après la démobilisation de la guérilla, il rejoint l'Alliance démocratique M-19.

### Député départemental du Cauca
Lors des élections régionales d'octobre 1997, il est élu député à l'Assemblée départementale de Cauca avec l'Alliance démocratique M-19. Lors de son mandat, il est également élu président de l'Assemblée, entre 1998 et 2000. 
À l'issue de son mandat, il se retire de la vie politique et retourne à ses activités.

### Retour en politique et candidature à la mairie de Popayán
Après dix-neuf ans sans participation politique, il rallie le parti Colombia Humana en 2019. Il devient la même année, lors des élections régionales d'octobre 2019, candidat à la mairie de Popayán avec la coalition « ¡Popayán! Recuperemos el rumbo », composé des partis de gauche Colombia Humana, l'Union patriotique et le MAIS.
À l'issue de l'élection, il termine à la troisième place avec 26 181 voix.

### Représentant avec Colombia Humana
Lors des élections législatives de 2022, il est désigné tête de liste du Pacte historique dans le département du Cauca. Il est élu représentant, la liste fermée totalisant 123 472 voix.